# A nyúlszamuráj krónikái
A nyúlszamuráj krónikái (eredeti cím: Samurai Rabbit: The Usagi Chronicles) 2022-es amerikai–francia 3D-s számítógépes animációs akciósorozat, amelyet Candie Kelty Langdale és Doug Langdale alkotott, Stan Sakai Usagi Yojimbo című képregénye alapján.
Az első évadot Amerikában és Magyarországon 2022. április 28-án mutatta be a Netflix. A második évad 2022. szeptember 1-én jelent meg a Netflixen.

## Ismertető
Edóban a tinédzser nyúl Juicsi, aki Uszagi Mijamoto leszármazottja, és különc társai (Gen, Kicune és Csizu) védi a várost Kagehito és Jokai fenyegetésétől.

## Szereplők

### Főszereplők
| Szereplők              | Eredeti hang    | Magyar hang    |
| ---------------------- | --------------- | -------------- |
| Uszagi Juicsi          | Darren Barnet   | Czető Roland   |
| Gen                    | Aleks Le        | Varga Rókus    |
| Kicune                 | Shelby Rabara   | Staub Viktória |
| Csizu                  | Mallory Low     | Gáspár Kata    |
| Kagehito               | Eric Bauza      | Bordás János   |
| Nocsi admirális        | Eric Bauza      | Szokol Péter   |
| Szakuran               | Eric Bauza      | Penke Bence    |
| Csikabuma              | Eric Bauza      | Fekete Zoltán  |
| O-Dokuro               | Eric Bauza      | Orbán Gábor    |
| Fuva úrnő              | Mela Lee        | Sági Tímea     |
| Warbotto               | Mela Lee        |                |
| Kogane nagyúr          | SungWon Cho     | Harcsik Róbert |
| Hakai                  | Sumalee Montano |                |
| Karaszu-Tengu          | Keone Young     | Láng Balázs    |
| Cucsigumo, a jókai pók | Nem szólal meg  | Nem szólal meg |

### Mellékszereplők
| Szereplők | Eredeti hang | Magyar hang      |
| --------- | ------------ | ---------------- |
| Tosiko    | Mela Lee     | Rigler Renáta    |
| Hana      | Mela Lee     | Hegedűs Johanna  |
| Savagucsi | Mela Lee     | Koncz-Kiss Anikó |
| Tecudzsin | Keone Young  | Törköly Levente  |

### Magyar változat
- Magyar szöveg: Tóth Gábor
- Dalszöveg: Nádasi Veronika
- Felvevő hangmérnök: Bokk Tamás
- Hangmérnök: Bogdán Gergő (1. évad), Levacsics Péter (2. évad)
- Vágó: Házi Sándor (1. évad), László László (2. évad)
- Gyártásvezető: Derzsi Kovács Éva
- Szinkronrendező: Bartucz Attila
- Zenei rendező: Császár Bíró Szabolcs
- Produkciós vezető: Haramia Judit

A szinkront az Iyuno-SDI Group készítette.

## Évados áttekintés
| Évad | Évad | Epizódok | Eredeti sugárzás    | Eredeti sugárzás    | Magyar sugárzás     | Magyar sugárzás     |
| Évad | Évad | Epizódok | Évadpremier         | Évadfinálé          | Évadpremier         | Évadfinálé          |
| ---- | ---- | -------- | ------------------- | ------------------- | ------------------- | ------------------- |
|      | 1    | 10       | 2022. április 28.   | 2022. április 28.   | 2022. április 28.   | 2022. április 28.   |
|      | 2    | 10       | 2022. szeptember 1. | 2022. szeptember 1. | 2022. szeptember 1. | 2022. szeptember 1. |

## Epizódok

### 1. évad (2022)
| Sor. | Év. | Cím                                                   | Rendező            | Író                                    | Premier           |
| ---- | --- | ----------------------------------------------------- | ------------------ | -------------------------------------- | ----------------- |
| 1.   | 1.  | A nagy város (The Big City)                           | Derek Lee Thompson | Candie Kelty Langdale és Doug Langdale | 2022. április 28. |
| 2.   | 2.  | Jókai (Yokai)                                         | Alfred Gimeno      | Candie Kelty Langdale és Doug Langdale | 2022. április 28. |
| 3.   | 3.  | A tulajdon (Possessions)                              | Derek Lee Thompson | Candie Kelty Langdale és Doug Langdale | 2022. április 28. |
| 4.   | 4.  | Fuss, nyúl, fuss (Run Rabbit Run)                     | Alfred Gimeno      | Charlotte Wilson Langley               | 2022. április 28. |
| 5.   | 5.  | A Mester (Common Sensei)                              | Derek Lee Thompson | Gene Grillo                            | 2022. április 28. |
| 6.   | 6.  | Senki sem szereti a nindzsákat (Nobody Likes A Ninja) | Alfred Gimeno      | Matt Wayne                             | 2022. április 28. |
| 7.   | 7.  | A szörnyeteg gyomra (Belly of the Beast)              | Derek Lee Thompson | Jeffrey Reddick                        | 2022. április 28. |
| 8.   | 8.  | Menj (Go)                                             | Alfred Gimeno      | Candie Kelty Langdale és Doug Langdale | 2022. április 28. |
| 9.   | 9.  | Kagehito elszabadulva (Kagehito Unleashed)            | Derek Lee Thompson | Gene Grillo                            | 2022. április 28. |
| 10.  | 10. | Az eskü (Soul Oath)                                   | Alfred Gimeno      | Charlotte Wilson Langley               | 2022. április 28. |

### 2. évad (2022)
| Sor. | Év. | Cím                                        | Rendező            | Író                                    | Premier             |
| ---- | --- | ------------------------------------------ | ------------------ | -------------------------------------- | ------------------- |
| 1.   | 1.  | Szökevények tréningje (Runaway Training)   | Derek Lee Thompson | Candie Kelty Langdale és Doug Langdale | 2022. szeptember 1. |
| 2.   | 2.  | A játékból ismert kutya (Game Dogs)        | Alfred Gimeno      | Chris Barger                           | 2022. szeptember 1. |
| 3.   | 3.  | A borzas póni (The Fuzzy Pony)             | Derek Lee Thompson | Matt Wayne                             | 2022. szeptember 1. |
| 4.   | 4.  | Nindzsacsősz (Adventures in Ninjasitting)  | Alfred Gimeno      | Jeffrey Reddick                        | 2022. szeptember 1. |
| 5.   | 5.  | Interdimenziók (Interdimensionals)         | Derek Lee Thompson | Gene Grillo                            | 2022. szeptember 1. |
| 6.   | 6.  | Romboló (Warbotto)                         | Alfred Gimeno      | Charlotte Wilson Langley               | 2022. szeptember 1. |
| 7.   | 7.  | Fűzfaág (Willow Branch)                    | Derek Lee Thompson | Cudzsi Acuko                           | 2022. szeptember 1. |
| 8.   | 8.  | Chizu egyedül van (The Chizu Stands Alone) | Alfred Gimeno      | Matt Wayne                             | 2022. szeptember 1. |
| 9.   | 9.  | Tojások! (Eggs!)                           | Derek Lee Thompson | Chris Barger                           | 2022. szeptember 1. |
| 10.  | 10. | Támadás! (Invasion!)                       | Alfred Gimeno      | Jeffrey Reddick                        | 2022. szeptember 1. |

## A sorozat készítése
A sorozatról először 2018 februárjában jelentették be, hogy a Gaumont Animation CGI-adaptációja készül a képregényekből. 2020. július közepén a Gaumont közölte, hogy az adaptáció a Netflixen lesz sorozat, A nyúlszamuráj krónikái' címmel.  
2018 februárjában az Atomic Monster és a Dark Horse Entertainment produkciós cégek is csatlakoztak a készítéshez.
Doug és Candie Langdale a sorozat vezetői, valamint vezető producerei. 2021 júliusában a virtuális Comic-Con@Home rendezvényen nyilvánosságra hozták a sorozat fő szinkronszereplőit. 2022 áprilisában Macuzaki Juri bejelentette, hogy ismét ő fogja szinkronizálni Uszagi Mijamotot, miután korábban a karakter hangját adta a Tini Nindzsa Teknőcök című sorozatban.